# Koussané
Koussané is een gemeente (commune) in de regio Kayes in Mali. De gemeente telt 21.600 inwoners (2009).
De gemeente bestaat uit de volgende plaatsen:
- Aïnamolo
- Asseye Ould Zabal
- Bilazmir
- Charak
- Daba
- Davo
- El Geleïta
- El Kabra
- Falaya
- Hamo
- Koussané
- Lig Nib
- Modiour 1
- Modiour 2
- Modiour 3
- Modji
- Monobak Maure
- Monobak Sarakolé
- Moussala
- Nema
- Seïbath
- Seye Boulé-Debo
- Séoundé
- Sirimoulou
- Sobia
- Taskaye
- Zeina Zewas